# Katolička Crkva u Sijera Leoneu
Katolička Crkva u Sierra Leoneu je dio svjetske Katoličke Crkve, pod duhovnim vodstvom pape i rimske kurije.

## Povijest
Katolički misionari djelovali su u obalnu pojasu Sijera Leonea još u ranom 16. stoljeću, iako je relativno mali broj osoba primio katoličanstvo.
U Sijera Leoneu je 2007. bilo oko 263 600 katolika tj. oko 4,1 % stanovništva.

## Ustroj
Država je podijeljena u tri biskupije i jednu nadbiskupiju:
- Freetownska nadbiskupija
  - Boska biskupija
  - Kenemska biskupija
  - Makenijska biskupija

## Brojnost
| godina | broj katolika | broj stanovnika | %   |
| ------ | ------------- | --------------- | --- |
| 2004.  | 186 226       | 6 262 780       | 2,9 |
| 2007.  | 263 600       | 6 380 845       | 4,1 |